# Hetitski jezik
Hetitski jezik (hit. nešili) anatolijski je jezik drevnih Hetita, najstariji zapisani indoeuropski jezik i administrativni jezik hetitske države od otprilike 17. do 13. stoljeća prije Krista.
Naziv Hetiti je iz Biblije i nije sigurno odnosi li se na upravo taj narod. Vlastiti naziv je nešili po gradu Neši, to jest Kaneš. U različitim jezicima se Hetiti različito i nazivaju, zbog različitih prijevoda Biblije. Tako se npr. na engleskom nazivaju Hittites, a na njemačkom Hethiter.
Postoji teorija da su Hetiti dobili ime po prastanovnicima Hatima. Sami Hetiti su svoju državu zvali 'zemlja Hatti'.

## Položaj
Hetitski je jedan od anatolijskih jezika, za koje se uglavnom smatra da su se prvi odvojili od indoeuropske matice i tako nikad nisu razvili neka obilježja karakteristična za druge indoeuropske jezike kao što su ženski rod.
Hetitski i druge anatolijske jezike nije lako organizirati unutar anatolijske porodice zbog nedostatka informacija, ali uglavnom se uzima da je hetitski odvojena grana porodice od ostalih anatolijskih jezika.
Hetitski jezik može se podijeliti na starohetitski i novohetitski koji počinje otprlike s vremenom Muršilija II., a pokazuje određene promjene (gubitak nekih padeža, posuđenice iz hurijskog) u odnosu na stariji oblik.

## Otkriće
U 19. stoljeću otkrivani su natpisi u Turskoj (Kültepe, negdašnji Kaneš, i Boğazkale) te u Siriji. Po otkriću tekstova na nepoznatu jeziku u egipatskoj arhivi u Tel-el-Amarni uz spominjanja kraljevstva u Maloj Aziji Archibald Sayce predložio je da se ondje nalazilo kraljevstvo Hetita, isto ono koje se spominje u Bibiji.
Iskapanja u Hattuši, glavnome gradu Hetita, kasnije turskome selu Boğazköy (danas ipak Boğazkale) koja je 1906. provodio Hugo Winckler otkrila su arhivu s 10 000 glinenih pločica, a očuvana je i jedna brončana. Te je natpise dešifrirao Bedřich Hrozný 1915. i objavio da je definitivno riječ o indoeuropskome jeziku.

## Pismo
Hetitski je izvorno pisan klinastim pismom. Početkom 20. stoljeća, dešifiranjem pločica pisanih klinastim pismom, tekstovi su prepisivani u latinički zapis, koji vjerojatno ne odgovara posve originalnom izgovoru.
Hetitski rabi akadski klinopis preuzet iz sumerskoga. Riječ je o slogovnome pismu gdje se zapisuju slogovi, ne pojedini glasovi kao u abecedama. Nadalje, hetitski ima mnoge kombinacije u svojim slogovima koje to pismo, namijenjeno slogovnom građom jednostavnijemu sumerskom jeziku, nije sposobno prikazati. Stoga se umeću slogovi čiji se samoglasnici ne izgovaraju. Primjer je walḫta 'udario je', što se zapisuje kao wa-la-aḫ-ta ili wa-al-aḫ-ta.
Također, česte riječi zapisuju se s pomoću ideograma, primjerice riječ šar 'kralj' zapisuje se sumerskim ideogramom LUGAL. Zahvaljujući tomu, pojednostavljeno je dešifriranje zapisa, ali se nekim riječima ('sin', 'kći', brojevima i sl.) ne zna uopće izgovor jer su uvijek pisane ideogramima.
Pismo je dodatno otežano prisutnošću više različitih grafema za iste slogove, ali i više slogova koji se zapisuju istim simbolom. Tako primjerice postoje četiri znaka mogu imati vrijednost /u/, a u transliteraciji se označuju kao u (u-jedan), ú (u-dva), ù (u-tri), u4 (u-četiri), a svi brojevi preko četiri zapisuju se indeksom.
Kada su otkriveni zapisi na klinastom pismu, prepisivani su po načelima transliteracije klinastog pisma. Tako se jedan redak u tablici transliterira ovako (velikim slovima označeni su različiti ideogrami):
ku-it-ma-an-za-kán A-NA ĜIŠGU.ZA A-BI-IA na-wi5 e-eš-ḫa-at(3) nu-mu a-ra-aḫ-zé-na-aš
Što se transkribira (to jest micanjem ideograma, ubačenih samoglasnika radi zapisivanja i sl.), tradicionalno ovako:
Kuitman-za-kan ana kušši abīya nāwi ešḫat nu-mu arahzenaš
A vjerojatno se izgovaralo:
/kwitman-ca-kan ana kussi abīja nāwi eshat nu-mu arahcenas/
Ponegdje se može naći da se š transliterira kao s, prema izgovoru. U ovom članku slijedi se tradicionalni način zapisivanja.
Standardna zbirka hetitskih tekstova jest Catalogue des textes hittites (1971.) Emmanuela Larochea. Reference na tu zbirku označuju se s, primjerice, CTH 321.
Većina tekstova otkrivena je u arhivi u Hattuši, a manja su nalazišta, primjerice Tapikka (danas Maşat Hüyük) ili Ortaköy, a bave se administrativnim poslima, religijski ritualima i sličnim. Otkriveni su i kraljevski anali te čak i hetitska inačica Epa o Gilgamešu.
Hetitiski su u početku rabili akadski jezik za pisanje, a tek su od 15. stoljeća zaista počeli pisati gotovo isključivo hetitskim. Kako su pokoravali okolne narode, preuzimali su njihova božanstva i njima se obraćali na maternjem jeziku tih božanstava time uščuvavši i te druge anatolijske jezike na svojim pločicama.

## Fonologija
Fonološki sustav hetitskog predstavlja modernim istraživačima puno problema zbog naravi svojega pisma.

### Konsonanti
|              |              | bilabijalni | alveolarni      | palatalni | velarni | labiovelarni | laringalni |
| ------------ | ------------ | ----------- | --------------- | --------- | ------- | ------------ | ---------- |
| plozivi      | lenis        | p /p/       | t /t/           |           | k /k/   | ku /kʷ/      |            |
| plozivi      | fortis       | pp /pː/     | tt /tː/         |           | kk /kː/ | kku /kʷː/    |            |
| frikativi    | lenis        |             | š /s/           |           |         |              | ḫ          |
| frikativi    | fortis       |             | šš /sː/         |           |         |              | ḫḫ         |
| afrikate     | afrikate     |             | z /t͡s/          |           |         |              |            |
| nazali       | lenis        | m /m/       | n /n/           |           |         |              |            |
| nazali       | fortis       | mm /mː/     | nn /nː/         |           |         |              |            |
| likvide      | lenis        |             | r /r/, l /l/    |           |         |              |            |
| likvide      | fortis       |             | rr /rː/, l /lː/ |           |         |              |            |
| aproksimanti | aproksimanti | w /w/       |                 | y /j/     |         |              |            |

Hetitski plozivi pojavljuju se u dvjema inačicama: jedna se zapisuje u klinopisu udvostručenim suglasnikom (pp, tt, kk), a druga jednostavnim (p, t, k). Pritom se čini da razlika zvučnosti ne postoji (to jest, jednostavno se može zapisati ili p ili b i slično). Razlika nestaje na početku riječi. Kako je klinopis očito mogao zapisati razliku zvučnih i bezvučnih suglasnika, nejasno je zašto hetitski ne bi upotrijebio tu razliku ako njegov fonološki sustav ima istu razliku. Stoga se smatra da hetitski suglasnici nisu imali jednostavnu razliku zvučnosti.
Postoje različita stajališta o točnome izgovoru. Obično se jednostavno kaže da je razlika među njima između fortis (jakih) i lenis (slabih) suglasnika, a točna realizacija može se samo teoretski odrediti. Kloekhorst, primjerice, uzima da je zaista riječ o razlici geminata (dugih) i kratkih suglasnika (to jest, /pː/ i /p/ i tako dalje) na razini fonema, a da u fonetskoj (realnoj) upotrebi kratki suglasnici intervokalno (između samoglasnika) postaju zvučni, dakle /b/, /d/, /g/. Međutim, postoje i razne druge interpretacije. Melchert uz to smatra da se na početku riječi razlika gubila u korist fortis suglasnika, a na kraju riječi svi su plozivi bili lenis.
Razlika između geminata i jednostavnih suglasnika pojavljuje se i u drugim suglasnicima, u frikativa moguće isto s razlikom fortis-lenis, a nazali i likvide vjerojatno su mogle biti slogotvorne između suglasnika.
Nadalje, iako se rabi klinopisni znak za /ʃ/ kao u akadskom (zbog čega se u latinici zapisuje kao š), vjerojatno je u hetitskome zapravo bilo riječ o običnome /s/. Frikativ ḫ bio je najvjerojatnije velarni, uvularni ili faringalni frikativ, a predstavlja direktan nastavak indoeuropskih laringala. Neki prihvaćaju i postojanje labijaliziranih inačica.
Afrikata z bila je /t͡s/.
Riječi u hetitskom ne mogu počinjati glasom /r/, kao i u starogrčkome.

### Vokali
|           | prednji | srednji | stražnji |
| zatvoreni | i       |         | u        |
| srednji   | e       |         | (o)      |
| otvoreni  |         | a       |          |

Vokalski sustav hetitskoga sigurno je imao bar četiri samoglasnika: /i/, /a/, /u/ i /e/. Razlika /i/ i /e/ ne bilježi se dosljedno, ali bila je prisutna.
Kloekhorst u svojemu radu Accent in Hittite pokazuje da je razlika između zapisivanja grafemom u i grafemom ú zapravo bila razlika dvaju glasova, to jest u je bilo /o/, a ú /u/. Uz to su svi samoglasnici mogli biti dugi i kratki.
Naglasak je teško rekonstruirati, ali čini se da su se samoglasnici duljili pod naglaskom što se često zapisivalo s pomoću scriptio plena, to jest oznaka za samoglasnik ubacila bi se između grafema za slogove. Tako je mēk u pismu me-e-ek.

## Gramatika
Hetitski jezik jest indoeuropski, ali u odnosu na ostale starije indoeuropske jezike (poput latinskog, grčkog ili sanskrta) pokazuje neke osobitosti, zbog kojih neki misle da su se anatolijski jezici prvi odvojili od matice. Primjerice:
- samo dva roda: živi i neživi, bez ikakvog traga ženskog roda
- ergativni sufiks (-anza, -antēš) za nežive imenice kao subjekte prijelaznih glagola
- poslijelozi umjesto prijedloga; npr. šuhhi šēr dosl. 'krovu na' = 'na krovu'.

### Imenice, zamjenice i pridjevi
Dva hetitska roda, živi i neživi, treba radije smatrati općim i srednjim jer realna izvanjezična podjela na živo i neživo ne odgovara sasvim podjeli dvaju gramatičkih rodova, to jest nisu sve nežive imenice neživog roda.
Hetitski posjeduje sustav sljedećih padeža: nominativ, vokativ, akuzativ, genitiv, alativ (označava cilj radnje), dativ-lokativ, instrumental i ablativ. Mnogi padeži stapali su se u množini, a ablativ i instrumental rabe jedninske oblike i u množini. Alativ je već u starohetitskome bio ograničen, a kasnije se stopio s dativom, a instrumental s ablativom.
Imenice neživog roda imale su nominativ jednak akuzativu. Ako su se koristile kao subjekti prijelaznih glagola, dobivale su sufiks -anza koji ih je prevodio u živi rod.
Imenice su mogle pripadati raznim deklinacijama, to jest osnova im je mogla završavati na -a, -i, -u, -ai, -au ili pak suglasnicima -l, -n, -r/n...
Primjer promjene imenica antuhšaš 'čovjek' (živi rod) i šuppal 'životinja' (neživi):
| jednina  | jednina  | jednina  | jednina | jednina | jednina | jednina  | jednina  | množina  | množina  | množina  | množina   |
| nom.     | aku.     | gen.     | dat.    | lok.    | ala.    | abl.     | ins.     | nom.     | aku.     | gen.     | dat./lok. |
| -------- | -------- | -------- | ------- | ------- | ------- | -------- | -------- | -------- | -------- | -------- | --------- |
| antuhšaš | antuhšan | antuhšaš | antuhše | antuhši | antuhša | antuhšaz | antuhšit | antuhšeš | antuhšuš | antuhšan | antuhšaš  |
| šuppal   | šuppal   | šuppalaš | šuppale | šuppali | šuppala | šuppalaz | šuppalit | šuppala  | šuppala  | šuppalaš | šuppalaš  |

Zamjenice su imale sljedeće oblike (novohetitski):
|      | jednina | jednina | jednina | jednina   | jednina | množina | množina | množina         | množina   | množina |
| lice | nom.    | aku.    | gen.    | dat./lok. | abl.    | nom.    | aku.    | gen.            | dat./lok. | abl.    |
| 1.   | uk, ūk  | ammuk   | ammēl   | ammuk     | ammēdaz | weš     | anzāš   | anzēl           | anzāš     | anzēdaz |
| 2.   | zik     | tuk     | tuēl    | tuk       | tuēdaz  | šumēš   | šumāš   | šumēl, šumenzan | šumāš     | šumēdaz |

Postojali su i enklitički oblici zamjenica: -aš 'on(a)', -an 'njega', 'nju', -miš 'moj(a)' i sl.
Pridjevi su se sklanjali jednako imenicama, a imali su oblike za živi i neživi rod koji su odgovarali oblicima imenica (glavna je razlika -an u nom. jd. neživog roda).
Riječi za brojeve slabo su poznate jer su se uvijek koristili posebni simboli čiji izgovor nije poznat.

### Glagoli
Glagoli su imali promjenu koja (ne nastavcima, već mogućnostima) dosta odstupa od starijih indoeuropskih jezika kao što su latinski i starogrčki.
Glagolski sustav je imao sljedeće osobine:
- dva vremena: sadašnje (prezent) i prošlo (preterit)
- dva načina: indikativ i imperativ
- dva stanja: aktiv i mediopasiv
- glagoli su imali promjenu po brojevima (jednina, množina) i licima (1-3).

Glagoli su bili podijeljeni u dvije vrste (konjugacije), nazvane po nastavcima za 1. lice prezenta: hi- i mi-.
Ovako su izgledali oblici mi-konjugacije u aktivu (za glagoli uwatemi 'donijeti'; kako nisu svi oblici poznati, neki su izostavljeni):
|      | prezent ind. | prezent ind. | preterit ind. | preterit ind. | imperativ | imperativ |
| lice | jednina      | množina      | jednina       | množina       | jednina   | množina   |
| 1.   | uwatemi      | uwateweni    | uwatenun      | uwatewen      |           |           |
| 2.   | uwatesi      | uwatetteni   | uwatet        |               | uwate     | uwatetten |
| 3.   | uwatezzi     | uwadanzi     | uwatet        | uwater        | uwateddu  | uwadandu  |

Infinitivni oblici (od glagola kuemi 'udariti, ubiti'):
- glagolska imenica kuennumas
- infinitiv I kuennummanzi
- infinitiv II kunanna
- particip s osnovom na kunant-

Oblici aktiva hi konjugacije (dahhi 'uzeti'):
|      | prezent ind. | prezent ind. | preterit ind. | preterit ind. | imperativ | imperativ |
| lice | jednina      | množina      | jednina       | množina       | jednina   | množina   |
| 1.   | dahhi        | dāweni       | dahhun        | dāwen         |           |           |
| 2.   | datti        | dātteni      | dās           | datten        | dā        | datten    |
| 3.   | dāi          | danzi        | dās           | dāir          | dāu       | dandu     |

Poznati su i infinitivni oblici:
- glagolska imenica dāwas (genitiv)
- infinitiv I dā
- infinitiv II danna
- particip s osnovom na dant-.

U mediopasivu nije bilo razlike izmeđi hi i mi konjugacije.
Od svakog glagola se moglo izvesti iterativni glagol ubacivanjem -sk-, npr. hatrāi- 'pisati': hatresk- 'pisati više puta'; kauzativi su se tvorili s -nu-, npr. war- 'gorjeti': warnu- 'zapaliti' (usporediti i hrvatske glagole s -nu-).

### Čestice i postpozicije
Brojne su bile postpozicije (poslijelozi) koji su se dodavali na imenice (uglavnom u dativu-lokativu), primjerice:
- sēr 'na': suhhi sēr 'na krovu'
- katta 's, ispod': tukka katta 's tobom'

Čestice su se mogle dodavati prije glagola, u smislu prijedloga u suvremenim indoeuropskim jezicima (npr. u hrvatskom pro-misliti, u-misliti, iz-misliti, za-misliti), ali su u hetitskom bile relativno nezavisne od glagola, npr. pāi- 'ići': arha pāi- 'otići'.

### Sintaksa
Uobičajen je red riječi bio subjekt – objekt – glagol (SOV).
Karakteristika je bila i česta upotreba rečeničnih veznika te različitih enlklitika koje su redovno dolazile na drugo mjesto u rečenici u fiksnome poretku.
Glavni rečenični veznici su nu 'i, dalje, sljedeća tema, sada', zatim ta, šu, ma...
nu-mu-kan ...
'i meni ...'

## Rječnik
Dugo se smatralo da u hetitskom postoji vrlo velik broj posuđenica iz okolnih jezika, ali čini se da je broj posuđenica u njemu usporediv s drugim indoeuropskim jezicima.
Neke hetitske riječi:
- antuhšaš (živo) 'čovjek'
- arunaš (živo) 'more'
- watar (neživo) gen. witenaš 'voda'
- pahhuwar, pahhur (neživo) 'vatra'
- tekan (neživo) gen. tagnaš 'zemlja'
- nepiš (neživo) 'nebo'
- kērdir  (neživo) 'srce'
- laman (neživo) 'ime'
- šalliš pridj. 'velik'
- kappiš pridj. 'mali'
- mekkiš pridj. 'mnogo'
- ešmi glag. 'biti'
- ekumi glag. 'piti'
- dahhi glag. 'uzeti'

## Vanjske poveznice
- Hittite online – The University of Texas at Austin (eng.)
- Web stranica o hetitskoj gramatici (eng.)
- Hethitologie Portal Mainz (njem.)
- hetitski rječnik (eng.)
- hetitski rječnik Sveučilišta u Chicagu (eng.)
- Hittite Home Page  Arhivirana inačica izvorne stranice od 14. srpnja 2006. (Wayback Machine) (eng.)
- Gramatika (slovnica) hetitskog jezika  Arhivirana inačica izvorne stranice od 13. kolovoza 2012. (Wayback Machine) Olivier Lauffenburger: Hittite Grammar